# Quebrada Sorocaima
Quebrada Sorocaima es un pequeño curso de agua del sector mirandino de la ciudad de Caracas, en Venezuela. Sus aguas trascurren por el municipio de Baruta del estado Miranda.
Nace en la vertiente Oeste del Cerro El Volcán, a 1150 m s. n. m. Desemboca en el curso bajo de la Quebrada  La Boyera, al norte de la entrada al Centro Médico Docente La Trinidad (CMDLT).

## Galería

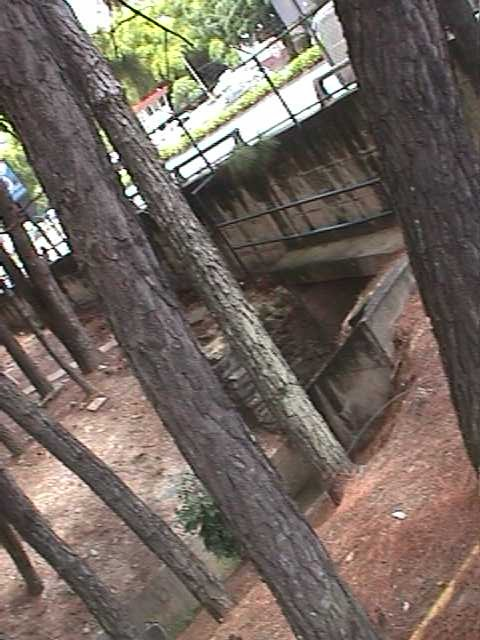
Quebrada Sorocaima, estado Miranda - Venezuela.
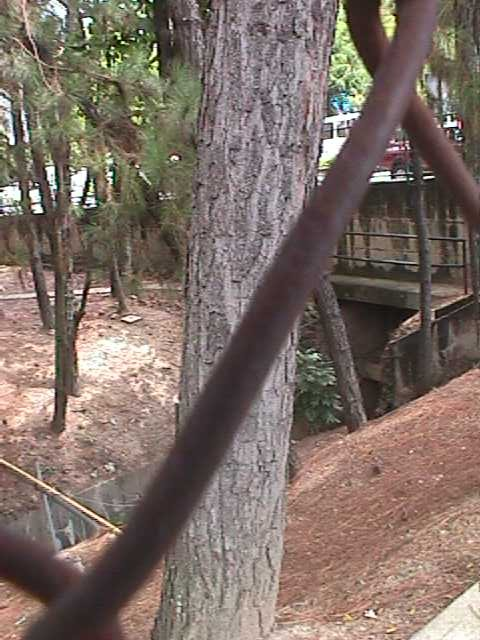
Quebrada Sorocaima, estado Miranda - Venezuela.
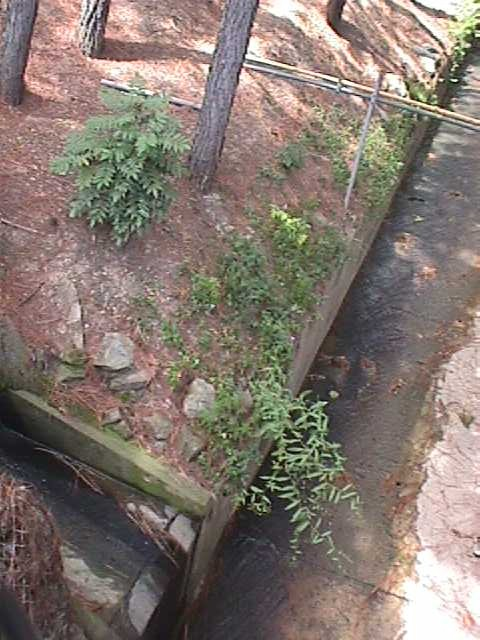
Quebrada Sorocaima, estado Miranda - Venezuela.
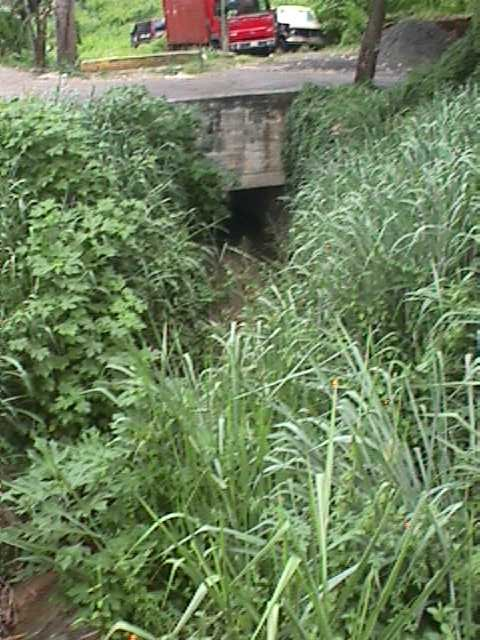
Boca de la Quebrada Soracaima en la quebrada la Boyera, estado Miranda - Venezuela.